# Arthrolips misellus
Arthrolips misellus är en skalbaggsart som först beskrevs av Leconte 1852.  Arthrolips misellus ingår i släktet Arthrolips och familjen punktbaggar. Inga underarter finns listade i Catalogue of Life.